# Рудник Грінвейл

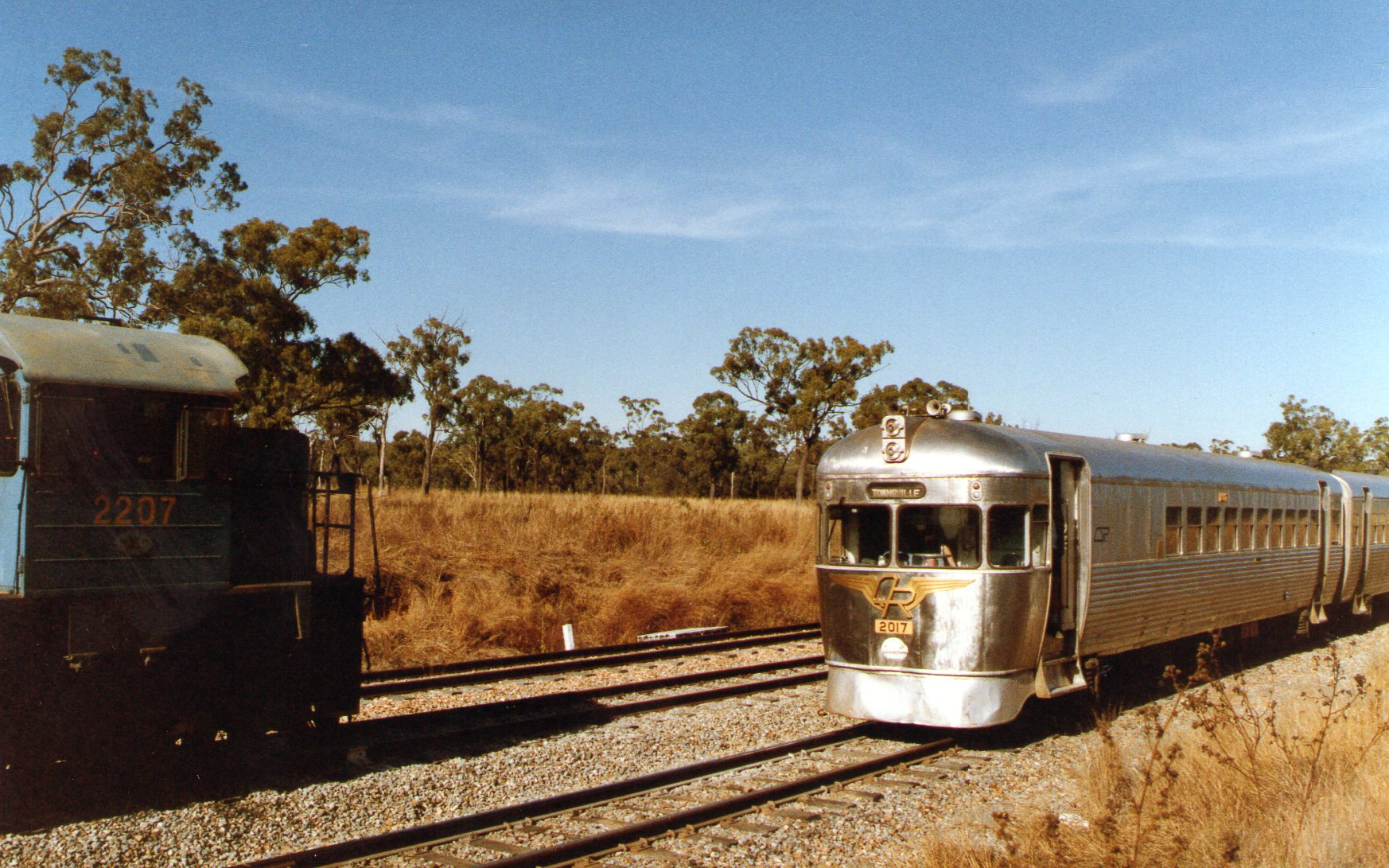
Потяг для перевезення руди з копальні Грінвейл, 1991 рік

Рудник Грінвейл – колишній гірничодобувний майданчик на північному сході Австралії.
Розробку нікель-кобальтового родовища Грінвейл почали в 1974 році за єдиним проектом з плавильним заводом у Ябулу. Видобуток вели відкритим способом із приповерхневого шару, тому для переміщення розкривних порід було достатньо скреперів. Для вивозу продукції від рудника до Ябулу проклали залізницю завдовжки 216 кілометрів, що мала 8 великих мостів та 3 тунелі.
Проектна потужність рудника становила 2,8 млн тонн «вологої» (wet) руди на рік, при цьому фактичний видобуток в основному коливався від 2,4 до 2,8 млн тонн (з провалом до 1,7 млн тонн в 1983 та 1984 роках, що було викликане різким зниженням світових цін на нікель). З 1990-го на тлі вичерпання запасів почалось стрімке падіння видобутку, який завершився у 1992-му, коли вилучили останні 0,26 млн тонн руди. В 1993-му до Ябулу відправили останню партію руди Грінвейлу.
Всього з 1974 по 1992 роки копальня видобула 40,9 млн тонн руди з середнім вмістом нікелю 1,4% та кобальту 0,12%. Є відомості, що з урахуванням технічно можливого рівня вилучення цільових компонентів заводом в Ябулу він за 1974 – 1990 роки випустив з руди Грінвейлу біля 320 тисяч тонн нікелю та 15 тисяч тонн кобальту.